# Clayton (Missouri)
Clayton település az Amerikai Egyesült Államok Missouri államában, Saint Louis megyében, melynek megyeszékhelye is. Lakosainak száma 17 355 fő (2020. április 1.).

## Népesség
A település népességének változása:

| 2010 | 15 939 |
| 2020 | 17 355 |